# Felice Fanetti
Felice Fanetti   (Campodolcino, 20 de febrer de 1914 - Cremona, 1 de setembre de 1965) fou un remer italià que va competir durant la dècada de 1940.
El 1948 va prendre part en els Jocs Olímpics de Londres on, fent parella amb Bruno Boni, guanyà la medalla de bronze en la prova de dos sense timoner del programa de rem. En el seu palmarès també destaca una medalla de bronze al Campionat d'Europa de rem de 1949.